# Mistrzostwa Europy w Piłce Ręcznej Mężczyzn 2016 (składy)
Artykuł grupuje składy męskich reprezentacji narodowych w piłce ręcznej, które wystąpią podczas Mistrzostw Europy w Piłce Ręcznej Mężczyzn 2016 rozgrywanych w Polsce od 15 do 31 stycznia 2016 roku.

## Informacje ogólne
Szerokie składy liczące maksymalnie dwudziestu ośmiu zawodników zostały ogłoszone przez EHF 11 grudnia 2015 roku. Na dzień przed rozpoczęciem zawodów reprezentacje podadzą oficjalne szesnastoosobowe składy, z którego w trakcie turnieju mogą wymienić maksymalnie trzech zawodników.